# Kurtakeszi
Koordináták: é. sz. 47° 47′ 41″, k. h. 18° 16′ 29″47.794722°N 18.274722°E

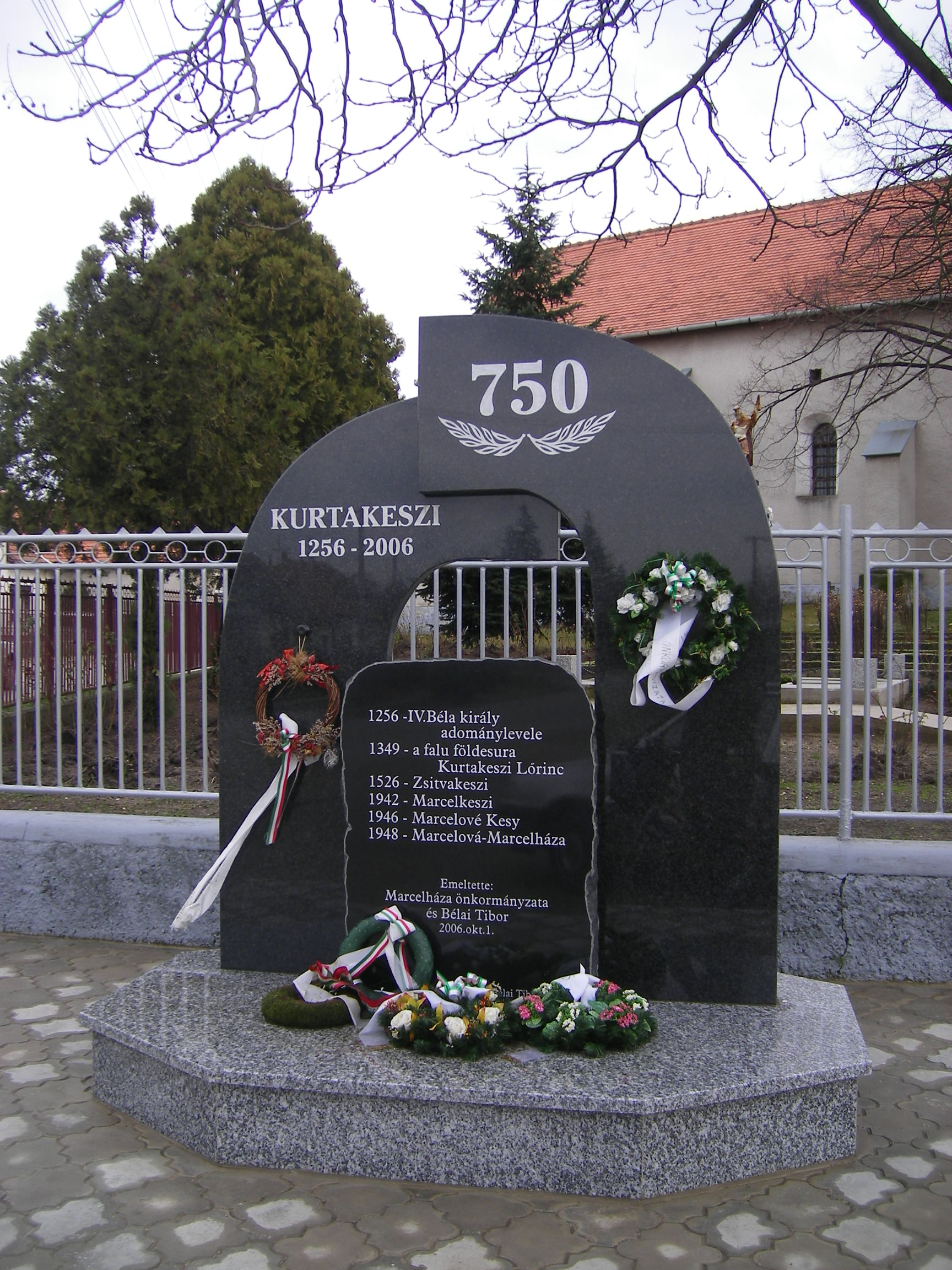
Kurtakeszi 750. évfordulójának emlékműve a katolikus templom mellett

Kurtakeszi (szlovákul Krátke Kosihy vagy Krátke Kesy) Marcelháza településrésze, korábban önálló falu Szlovákiában, a Nyitrai kerületben, a Komáromi járásban.

## Fekvése
Komáromtól 12 km-re északkeletre fekszik. Teljesen egybeépült a tőle délre fekvő Marcelházával. 2001-ben Marcelháza 3822 lakosából 3381 magyar és 377 szlovák volt. Kurtakeszi egyike a Marcelházát alkotó két kataszteri területnek, területe 17,60 km² .

## Története
Első írásos említése 1256-ból való, abban az adománylevélben, melyben IV. Béla Questeu, alias Kezu néven Sefrid comesnek adományozta. 8 évvel később a király az esztergomi érseknek adta el a falut. 1349-ben Kurtakeszi Lőrinc, 1377-ben királyi adományként a Baranyayak birtoka lett. A török portyázások során elpusztult. 1576-ban Zsitvakeszi néven szerepel az összeírásban.
1615-ben elhagyott falu. 1685-ben Sibrik Dániel a birtokosa, később a Baranyay, Pesthy és Konkolyi családoké. 1699-ben Baranyay Gáspár nyer rá királyi adományt, pontosabban azon birtokokra, melyek a Korláthközy, Vérthy, Sólyom, Markházy családok és Kubinyi Kristóf tulajdonában voltak. 1731-ben és 1770-ben földrengés okozott nagy károkat a faluban. 1778-ben a népszámlálás során 659 lakost számláltak a községben. 1828-ban 724, 1910-ben 1058, túlnyomórészt magyar lakosa volt. A 19. század elejétől 1945-ig a Baranyayak birtoka.
Fényes Elek szerint "Kurtakeszi, tót falu, Komárom vmegyében, Komáromhoz 1 mfdnyire, 718 kath., 2 ref., 62 zsidó lak., kath. egyházzal, és sinagógával. Határának egy része dombon, nagyobb része rónaságon fekszik s kiterjed 4237 6/8 h., mellyből 1241 h. urbériség, 394 h. erdő, 753 h. közös legelő, 1113 1/2 hold majorsági, 323 hold szőlő. Urbéri telek 20, zsellér 53, lakó 27; nemes családfő 3. Földe részben homokos, a Zsitva folyam mellett fekete és igen termékeny; szénája bőséggel. F. u. Bodorfalvay, Baranyay Gáspár."
A trianoni békeszerződésig Komárom vármegye Udvardi járásához tartozott. 1942-ben csatolták Marcelházához.

## Nevezetességei
Bővebben lásd: Marcelháza

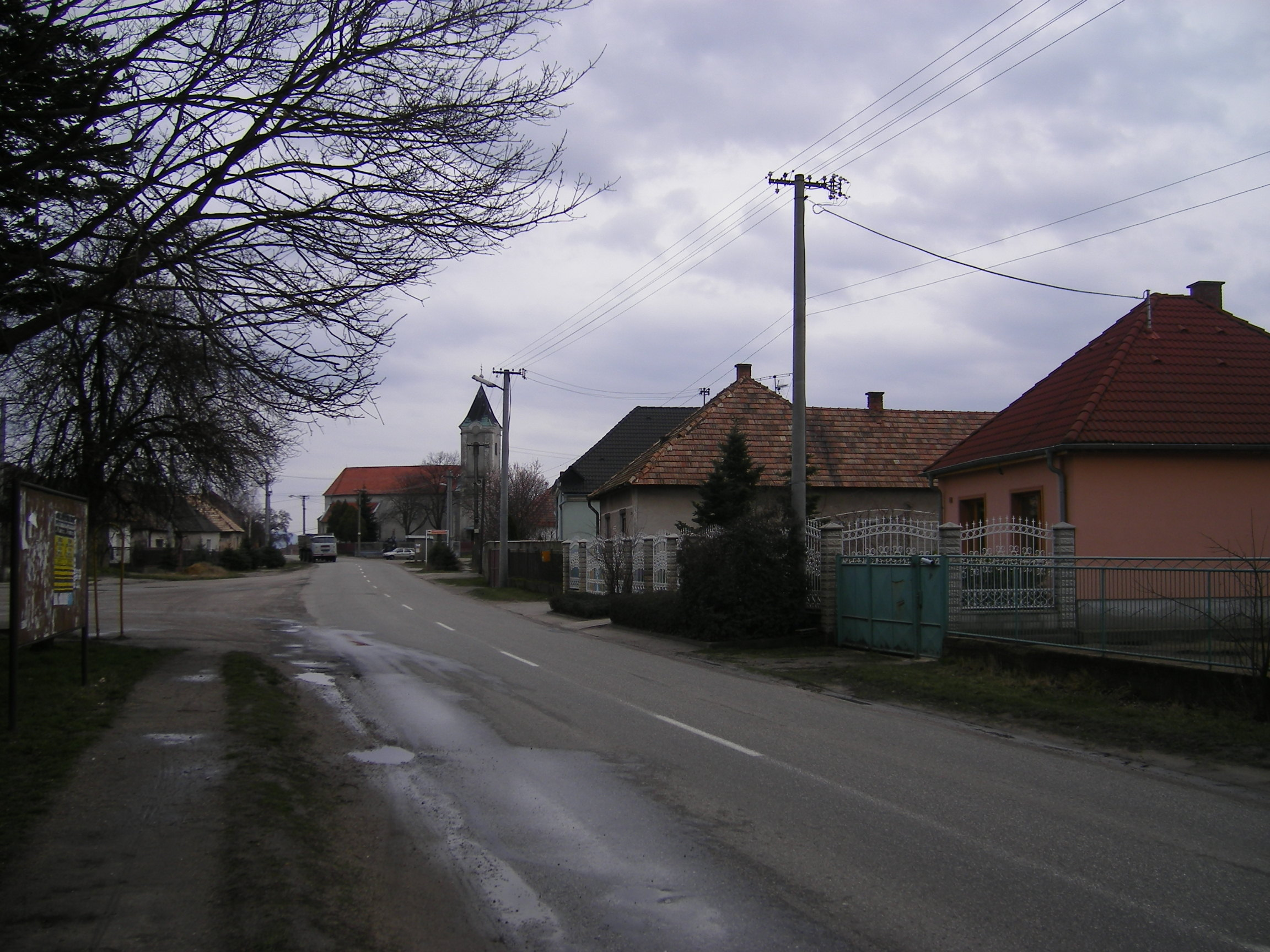
Kurtakeszi utcakép

- Keresztelő Szent János tiszteletére szentelt római katolikus temploma eredetileg gótikus stílusú. 1731-ben a földrengésben nagy károkat szenvedett, de helyreállították. 1901-ben és 1986-ban megújították.
- A katolikus templom mellett 2006-ban a falu 750. évfordulójának alkalmából emlékművet állítottak.
- Az Immaculata (Szeplőtelen fogantatás) szobrot, valamint a Szent Annát és Szűz Máriát ábrázoló barokk szoborcsoportot 1764-ben állították fel.